# Cubierta (Philatelie)

Cubierta der kolumbianischen Staatspost auf einem Wertbrief von 1896

Cubiertas (deutsch Wertbriefversicherungsmarken) sind eine Gattung von Briefmarken, die die Entrichtung der Versicherungsgebühr für Wertbriefe dokumentieren und gleichzeitig den Wertbrief versiegeln. Sie haben ein Format von etwa 13 × 6,5 Zentimetern mit einem oberen Teil, der den Verwendungszweck und den Werteindruck enthält und den unteren Teil mit einem Feld zur Angabe des Briefinhaltes. Cubiertas wurden zwischen 1865 und 1909 von der kolumbianischen Staatspost sowie von den Postdiensten der kolumbianischen Departamentos Cundinamarca, Santander und Tolima herausgegeben. Nach 1909 wurden Cubiertas durch gewöhnliche Briefmarken ersetzt.

## Verwendung
Briefe mit Bargeld oder Schecks wurden offen mit einer Inhaltserklärung bei der Post aufgeliefert. Der Postbedienstete prüfte den Inhalt und füllte eine Cubierta aus und versiegelte den Brief anschließend auf der Klappenseite. Für die eigentliche Postbeförderung waren auf der Adressseite normale Briefmarken erforderlich.
Der Empfänger hatte den Brief in Gegenwart des Postboten zu öffnen und den Erhalt des Geldes oder Schecks auf dem Umschlag zu quittieren. Der Umschlag verblieb bei der Post und wurde in der Regel nach einer Aufbewahrungsfrist vernichtet. Aus diesem Grunde sind gebrauchte Cubiertas selten und werden von Sammlern höher bewertet als ungebrauchte Exemplare.